# Новиков Сергій Петрович (математик)
Сергій Петрович Новиков (20 березня 1938, Горький — 6 червня 2024) — видатний радянський та російський математик, академік АН СРСР (1981) і РАН (1991), доктор фізико-математичних наук.

## Біографія
Виріс у родині відомих математиків, Петра Новикова (1901–1975), академіка АН СРСР, великого фахівця з математичної логіки, алгебри, теорії множин, теорії груп і функцій, нагородженого Ленінською премією (1957), і Людмили Всеволодівни Келдиш (1904–1976), фахівця з геометричної топології і теорії множин, сестри президента АН СРСР М. В. Келдиша.
Одружений (1962), має сина та двох дочок.
У 1960 р. С. П. Новиков закінчив Московський державний університет, з того ж року — аспірант Математичного інституту імені В. А. Стеклова АН СРСР (керівник — професор М. М. Постников), з 1963 р. — співробітник інституту. У 1964 р. захистив кандидатську, в 1965 р. — докторську дисертацію. З 1966 р. член-кореспондент, з 1981 р. дійсний член АН СРСР. З 1971 р. завідує відділом математики в Інституті теоретичної фізики ім. Л. Д. Ландау АН СРСР, в 1983 — кафедрою вищої геометрії і топології МДУ. З 1984 р. завідує Відділом геометрії і топології Математичного інституту ім. В. А. Стеклова.
У 1964 р. С. П. Новикову була присуджена премія Московського математичного товариства для молодих математиків. В наступні роботи він був удостоєний Ленінської премії за 1967 р., а також Премії імені М. І. Лобачевського АН СРСР у 1981 р. На XVI Міжнародному конгресі математиків в 1970 р. за праці з топології була присуджена премія Філдса першому серед радянських математиків, причому на церемонії вручення не був присутній, тому що йому було відмовлено у виїзній візі. У 2005 р. за фундаментальний і новаторський внесок до алгебраїчної та диференціальної топології, математичної фізики та за введення алгебро-геометричних методів був нагороджений премією Вольфа. У 2008 р. за видатні роботи в галузі геометрії і топології нагороджений премією імені Погорєлова Національної академії наук України. У 2009 р. за видатні результати в галузі математики, теоретичної фізики та механіки присуджена Золота медаль імені М. М. Боголюбова Відділення математики РАН.
З 1983 р. С. П. Новиков займав важливі посади в російських і міжнародних наукових організаціях. Був членом комітетів з присудження Філдсівської премії Міжнародного математичного союзу в Берклі (1983–1986 рр..) Та Пекіні (2000–2002), президентом Московського математичного товариства (1985–1996), керував комісією «Геометрія і топологія» при Відділенні математики АН СРСР (1984–1991). Був віце-президентом Міжнародної асоціації математичної фізики (1986–1990), головою Експертної ради з математики, механіки та інформатики Російського фонду фундаментальних досліджень (РФФД) (1993–1998). Головний редактор журналу «Успехи математических наук» (з 1986 р.), член редакційної колегії бібліотечки «Квант» (видавництво «Наука»).
Почесний член багатьох зарубіжних наукових товариств і академій, в тому числі Лондонського математичного товариства (обраний в 1987 р.), Сербської академії наук і мистецтв (з 1988 р.), Європейської академії «Academia Europaea» (з 1990 р.), Італійської національної академії деї Лінчеї (з 1991 р.), Національної академії наук США (з 1994 р.), Папської академії наук Ватикану (з 1996 р.), почесний доктор (Doctor Honoris Causa) Афінського і Тель-Авівського університетів.
С. П. Новіков — автор понад 160 наукових і науково-популярних статей та монографій з математики і математичної фізики. З 1978 р. виступав з численними доповідями в провідних світових наукових центрах.

## Напрямки творчості
Основні роботи в області алгебраїчної і диференціальної топології, де він довів топологічну інваріантність характеристичних класів Понтрягіна, це, з огляду на більш ранні роботи Мілнора, показало, що існують гомотопічно еквівалентні, але не гомеоморфні многовиди у високих розмірностях. Пізніше його інтереси викликала математична фізика, зокрема, теорія солітонів.

## Учні
Серед учнів С. П. Новікова доктори наук В. Л. Голо, В. М. Бухштабер, А. С. Міщенко, І. А. Володін, Г. Г. Каспаров, О. І. Богоявленський, Ф. Богомолов, З . М. Гусейн-Заде, І. М. Крічевер, Б. А. Дубровін, А. П. Веселов, І. К. Бабенко, Р. Г. Надірадзе, В. В. Веденяпин, М. А. Бродський, З . П. Царьов, О. І. Мохов, Р. Г. Новіков, І. А. Тайманов, П. Г. Гриневич. Крім названих вище, учнями С. П. Новікова є також М. В. Панов, А. Л. Брахман, А. А. Пересецький, С. Д. Григорян, А. В. Зорич, Ф. Ф. Воронов, А. С. Лискова, М. В. Павлов, Ле Ту Тханг, Д. В. Мільйонщиків, Л. А. Аланія, С. В. Піуніхін, В. А. Садов, І. А. Динник, О. Я. Мальцев, А. Ю. Лазарєв, Р.Делео, А. Джакоббе та інші.

## Книжки російською мовою
- Дубровин Б. А., Новиков С. П., Фоменко А. Т. Современная геометрия: Методы и приложения. — М.: Наука, 1979.
- Дубровин Б. А., Новиков С. П., Фоменко А. Т. Современная геометрия: Методы теории гомологий. — М.: Наука, 1984.
- Новиков С. П., Фоменко А. Т. Элементы дифференциальной геометрии и топологии. — М: Наука, 1987.
- Новиков С. П. Топология. 2 изд. испр. и доп. — Ижевск: Институт компьютерных исследований, 2002.
- Новиков С. П., Тайманов И. А. Современные геометрические структуры и поля. — М: МЦНМО, 2005.